# Mirosław Siara
Mirosław Siara (ur. 9 kwietnia 1971 w Radomiu) – polski piłkarz, grający na pozycji obrońcy.

## Kariera
Seniorską karierę zaczynał w 1989 w Radomiaku Radom. W klubie tym grał do 1994 roku. W 1995 roku został zawodnikiem Amiki Wronki. W klubie tym zadebiutował w polskiej I lidze i rozegrał w tej klasie rozgrywkowej dla Amiki 144 mecze. Z Amicą trzykrotnie zdobył także Puchar Polski (w latach 1998, 1999 i 2000), triumfował w Superpucharze Polski w 1999 roku oraz zagrał dwa mecze w Pucharze UEFA w sezonie 1999/2000. Przed rundą wiosenną sezonu 2001/2002 przeszedł do KSZO Ostrowiec Świętokrzyski, gdzie zagrał w 23 meczach ligowych. W maju 2003 roku Wydział Gier Polskiego Związku Piłki Nożnej rozwiązał kontrakt Siary z KSZO z powodu zaległości finansowych klubu wobec zawodnika. Siara postanowił pauzować pół roku. W sezonie 2003/2004 grał w II lidze w Arce Gdynia. Rundę jesienną sezonu 2004/2005 spędził w Radomiaku Radom. W 2005 roku został zawodnikiem Pilicy Białobrzegi; w klubie tym grał do 2012 roku. Następnie był piłkarzem Sokoła Przytyk i klubu Jodła Jedlnia-Letnisko.
W ekstraklasie zagrał w 167 meczach, w których strzelił cztery gole.

## Sukcesy
- Puchar Polski: 1998, 1999, 2000
- Superpuchar Polski: 1999